# François Sidos
Pour les articles homonymes, voir Sidos.
François Sidos, né le 7 septembre 1891 à Mouzaia (anciennement Mouzaïaville pendant la colonisation française) et mort le 28 mars 1946 à La Rochelle, est un militaire et milicien collaborationniste français.

## Biographie
Ancien combattant de la Première Guerre mondiale, il prit notamment part à la bataille de Verdun. Il est officier subalterne de réserve avant 1939. Il exerce le métier d'agent d'assurances. 
Pendant l'entre-deux-guerres, il milite aux Jeunesses patriotes à La Rochelle. Il est secrétaire général départemental puis délégué à la propagande de cette ligue puis il est l'un des dirigeants en Charente-Maritime de son avatar formé en 1936, le Parti républicain national et social.
Son fils aîné Jean, sous-officier, meurt au combat en 1940, au début de la Seconde Guerre mondiale.
François Sidos est chargé de mission du régime de Vichy, puis il est désigné en 1942 délégué régional aux sociétés secrètes en zone occupée. Il adhère au Francisme de Marcel Bucard en janvier 1943. En mai 1944, Pierre Laval le nomme chargé de mission à l'Inspection générale des Forces du maintien de l'Ordre, dirigées par Joseph Darnand, chef de la Milice française. Il est bientôt inspecteur régional de la Milice. Il est à La Rochelle d'août 1944 à la fin de la guerre en 1945, aux côtés des Allemands, durant l'épisode de la poche de La Rochelle. Il est chargé de traquer les résistants avec les hommes du service d'ordre qu'il a fondé et appelé la Milice et participe à l'attaque du maquis de Château-Gaillard,,.
Après la Libération, il est jugé en janvier 1946 avec son épouse et deux de ses fils,  Pierre et Jacques, par la Cour de justice de la Charente-Maritime. Condamné à mort, il est exécuté à La Rochelle le 28 mars 1946,. Les deux fils de Sidos sont condamnés à dix ans de prison et cinq ans de travaux forcés. Sa femme Louise est condamnée à la dégradation nationale. 
Ses fils Jacques, François, et Pierre Sidos fondent en 1949 le mouvement Jeune Nation. Contrairement à ses deux frères, François Sidos fils a combattu les Allemands sous l'Occupation : engagé volontaire à 16 ans en 1939, il a servi dans les Forces navales françaises libres. Comme ses deux frères, il fut recherché par la police française en 1960 en tant que dirigeant d'un groupe (Jeune Nation) lié à l’OAS.